# Villa del Rosario (Venezuela)

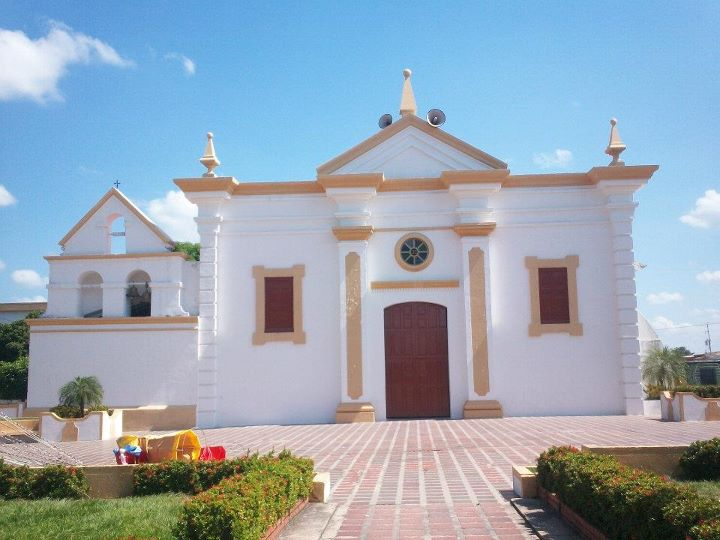
Iglesia Nuestra señora del Rosario.

Villa del Rosario es la capital del municipio Rosario de Perijá en el Estado Zulia. Está ubicado en la parte occidental del Lago de Maracaibo; su superficie es de 3 543 km², lo que representa el 7,04 % de la superficie del estado.

## Historia

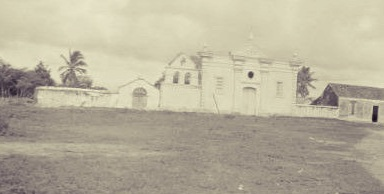
Iglesia Parroquial a principios del

Ubicado en las faldas de la Serranía de Perijá —imponente cordillera que separa al estado Zulia de Colombia— y dentro de la cuenca hidrográfica de los ríos Palmar y Cogollo, se encuentra el municipio Rosario de Perijá. Este fue creado el 21 de julio de 1989, mediante la ejecución de la Ley de División Político-Territorial del estado Zulia, aprobada por la Asamblea Legislativa de la entidad.
En sesión ordinaria del parlamento regional celebrada ese mismo día, el territorio zuliano fue dividido en diecisiete municipios, siendo uno de ellos Rosario de Perijá. Este quedó conformado por tres parroquias:
- El Rosario, cuya capital es La Villa
- Sixto Zambrano, con capital en San Ignacio
- Donaldo García, con capital en Barranquitas

Vale la pena recordar que, desde la época de Guzmán Blanco, esta localidad, que llegó a ser el primer pueblo con que contó la región Perijá, perdió la titularidad de ser el inicio de dicho cantón cuando la zona pasó a llamarse Distrito Perijá, al que se le crearon dos municipios: el municipio Libertad, cuya cabecera era la población de Machiques, y Federación, que tenía como capital a La Villa del Rosario. Esto hizo que, durante muchos años, La Villa del Rosario dependiera políticamente de Machiques.
Pero el vertiginoso crecimiento de La Villa y sus pueblos aledaños fue la gran bandera mostrada por los villarosarenses ante el Poder Legislativo local, institución ante la cual solicitaron autonomía. Los resultados fueron satisfactorios y gracias a esa independencia conquistada ha podido cosechar fructíferos cambios en lo político, social y económico. Ahora sus riquezas humanas y materiales responden por su prosperidad en el tiempo.
No obstante, para conocer mejor esta localidad, es necesario remontarse al siglo XVIII, porque realmente es partir de esa fecha cuando comienza a acunarse su gran historia. El 9 de mayo de 1722, con la venia de la Corona española, Don Juan de Chourio e Iturbide fundó el pueblo de La Villa, principio de lo que hoy conocemos como Rosario de Perijá.
De Chourio, quien nació aproximadamente en 1677 en la Aldea de Ascaín, del antiguo Reino de Navarra, hoy territorio francés de los Bajos Pirineos, fue un gran visionario que apreció el potencial agropecuario de la zona, dueña de tierras fértiles y ricas aguas que, a través de ríos y quebradas, se esparcen por toda la geografía del lugar, humedeciendo las raíces de su exuberante vegetación.
Convencido de ello, viajó a su país de origen y solicitó al Rey Fernando VI previa autorización para poder poblar y civilizar dichas áreas situadas en las faldas orientales de la Serranía de Perijá. El monarca le concedió la venia y le entregó la Real Cédula para que ejecutara tal misión.
Regresó satisfecho y, acompañado de familias canarias y marabinas que según el decir de la época eran gente de mucha honradez y aplicada al trabajo, fundó La Villa de Perijá, primer poblado de esa verde franja conocida como Subregión Perijá, situada a los pies de la serranía perijanera, una soberbia silueta que desafía el horizonte.
Estos datos son avalados por la mayoría de los estudiosos de la historia regional, fundamentándose en testimonios y documentos históricos de misioneros capuchinos que destacan la labor de Chourio como fundador y pacificador de esos valles.
Sin embargo, algunos pobladores de la zona e historiadores como Juan Bessón opinan que, en realidad, La Villa fue fundada años más tarde por Manuel García de la Peña, yerno, sucesor y heredero de Juan de Chourio. Asimismo destacan que, de hecho, como premio a sus servicios, la Corona Española le concedió gracias, mercedes y honores por su protagonismo en la pacificación de los indios motilones, otorgándole el título de Marqués de Perijá.
En sus relatos, Bessón arguye que para 1775 es Don Francisco de Santa Cruz, gobernador de Maracaibo, quien ordena que se cumpliera con lo que el Rey había dispuesto respecto a las ordenanzas para el gobierno de La Villa Perijanera y, entre otros alegatos, sostiene que los primeros documentos existentes de la zona (partidas de bautizos que reposan en la iglesia parroquial del pueblo), están fechados en 1794, con el origen, por ejemplo, de Francisca Isabel Trujillo, primera cría nacida en Perijá y bautizada por el padre José María Nebot, primer sacerdote católico que visitó la región.
Pero recientemente una nueva fecha de establecimiento, diferente a las dos anteriores, se escucha en el municipio Rosario de Perijá. El actual cronista del pueblo, el doctor Oscálido Montero, afirma que La Villa del Rosario no pudo ser fundada materialmente en 1722. Según argumenta, ese año Juan de Chourio recibe licencia para tal fin, pero éste no llega de nuevo a Maracaibo sino hasta el 27 de septiembre de 1723, cuando le entrega al gobernador Manuel Fernández de las Casas la Real Cédula para crear y pacificar la localidad.
Sería a partir de ese entonces cuando Juan de Chourio, junto a otros 150 hombres, empezó a abrir caminos con machetes y hachas hasta llegar al Río Palmar, en cuyas orillas levantó una fortificación para defenderse de posibles ataques por parte de los indios, lo que hace pensar que, en realidad, de Chourio comenzó a fundar La Villa a partir de 1724.
Además, La Villa no habría sido constituida en el sitio donde está asentada, sino en un sector conocido como El Arroyo, ubicado a siete kilómetros (legua y media) del río Apón, a uno o dos kilómetros al oeste del poblado Villa Vieja. Ese lugar donde se hallaron puertas, horcones y hasta una campana, era llamado por los perijaneros “Monte de Casas”. Hoy día se ubica en ese territorio la finca “Lurba Regina”, que años atrás se llamaba “El Encierro”.
Y todavía en 1732 la fundación de La Villa estaba inconclusa, destaca el cronista del pueblo basándose en que para el día 8 de enero de ese año Juan de Chourio pidió al gobernador de Maracaibo seis años más de prórroga para terminar de consolidar el poblado que, finalmente, fue establecido donde se encuentra actualmente, un área conocida para 1729 como el Sitio de Operapán.
Como prueba de ello, se asume el contenido de la Real Cédula de San Idelfonso, firmada el 20 de agosto de 1729, mediante la cual el Rey Fernando VI concede permiso a Juan de Chourio para mudar La Villa hasta Operapán. Dicho documento destaca la aprobación del traslado por tratarse de un terreno más útil y conveniente para la salud de la causa, poseedor de buenas aguas, montes y tierras para sembrar.
Pero, independientemente de la fecha real de su fundación, La Villa es una zona que nació para crecer y desarrollarse exitosamente en el tiempo, a pesar de otros acontecimientos que han marcado la historia de este pueblo y que comenzaron a generarse a partir del año 1863, cuando el General Venancio Pulgar ataca a los perijaneros ante la negativa de éstos de darle un préstamo y de adherirse a la causa del General Juan Crisóstomo Falcón.
Los lugareños se defendieron y, utilizando sus armas, lograron vencerlo en el sitio denominado “Cerro La Carreta”. Cuando eso ocurrió el caudillo juró vengarse de todos los perijaneros.
Nueve años más tarde, Venancio Pulgar fue designado Presidente del Zulia y, una vez en el cargo, calmaría su sed de venganza mandando a sus tropas a incendiar La Villa del Rosario, durante los primeros días de junio de 1872, lo que se convirtió en el ultraje más doloroso que registra la historia de Venezuela, según Manuel Matos Romero, en su obra “Perijá, Fundación e Historia”.
Al llegar al pueblo, lo primero que hicieron sus tropas, comandadas por Manuel Yáñez, fue asesinar al gobernador de Perijá, Don Antonio Bermúdez. Seguidamente, los hombres armados de Venancio Pulgar saquearon La Villa, robaron los candelabros de oro de la iglesia y las cosechas del pueblo. Sacrificaron los ganados, las matronas del pueblo fueron despojadas de sus prendas y, como si eso fuera poco, incendiaron la Villa del Rosario, lo que originó que muchos pobladores de la zona huyeran hacia Machiques, Maracaibo, La Cañada y los más pudientes a Caracas. De esa manera, Venancio habría saldado las cuentas.
Poco tiempo después, el 27 de junio de 1872, Pulgar emite un decreto mediante el cual le cambia el nombre al Distrito Perijá por Distrito Guzmán Blanco. Muchos consideraron que se trataba de un nuevo ensañamiento.
Dos años más tarde, en 1874, Venancio Pulgar sería derrotado por tropas bajo el mando del General José Desiderio Trías, con la colaboración de 300 perijaneros comandados por Esteban Nuñez que dieron su esfuerzo para cumplir con esa causa.
Lo cierto del caso es que, aunque algunos historiadores como Pérez Esclarín, que ve en la figura de Venancio la genuina zulianidad, o Juan Bessón, quien elogia la personalidad de Pulgar en el Tomo III de su obra “Historia del Estado Zulia”, en la que hasta llega a afirmar que fue tanto el amor que le tenía el pueblo del Zulia que lo llamaban “El ahijado de la Virgen”, el odio hacia su figura logró perpetuarse entre los perijaneros, especialmente entre los villarosarenses; quienes, según cuenta la leyenda, ante una oferta de erigir una estatua suya en el pueblo, estos respondieron que solo lo permitirían con la condición de que la estatua llevase en una de las manos una botella por borracho, y en la otra un mechurrio por incendiario.
Y la historia continuó escribiéndose sobre la fértil tierra de un pueblo cuyo nombre hace honor a su capital, La Villa del Rosario, denominada anteriormente Villa de Perijá y asimismo Nuestra Señora del Rosario de Perijá o, simplemente, La Villa. Muchos seudónimos que sirven para precisar que el nombre de esta población honra el de la Virgen del Rosario.
Los años transcurrieron y con ellos el crecimiento de La Villa que, paralelamente, se consolidaba cada vez más como tierra potencialmente agrícola y pecuaria.
De hecho, fue el primer productor de añil de Venezuela y estuvo en capacidad de exportar hacia Europa cueros, cebos y carne seca, para satisfacer necesidades de la España colonial. También contó con extensas plantaciones de caña de azúcar, lo que originó la construcción de moliendas para la producción de azúcar, panela y aguardiente.
Y en la medida en que el pueblo fue creciendo, otros rubros agrícolas se cosecharon como plátanos y topochos, yuca, batatas (ñame y ocumo), auyamas y árboles frutales, especialmente de cítricos. La Villa tuvo desde entonces una economía autosuficiente, puesto que producía todo cuanto necesitaba, entre lo que ya se contaba la carne, el queso y la mantequilla.
Más tarde, durante los primeros años de la segunda década del siglo XX, se registran una serie de nuevos eventos en el orden social y económico del pueblo, a raíz de la llegada a Perijá de la The Caribbean company, primera compañía petrolera que se asentaba en la zona.
Por vez primera los perijaneros veían en su territorio máquinas utilizadas para deforestar y construir vías de comunicación, para las cuales utilizaban leña como combustible. El campamento utilizado por esta empresa era conocido como el Campamento de Horqueta, y estuvo ubicado en las inmediaciones del caserío Arimpia.
Inmediatamente, en La Villa comenzaron a circular las morocotas (4), con las cuales pagaba esa compañía petrolera que poco tiempo después se marcharía de la zona, debido a que el petróleo extraído era de muy alta densidad.
Pero, a pesar de que dicha industria decidiera trasladarse hacia otras regiones en búsqueda de crudo más liviano, es innegable que la aparición del petróleo impulsó la construcción de la carretera de Perijá. En 1919, el general Juan Vicente Gómez, presidente de Venezuela, ordena la realización de un estudio en la localidad para la construcción de la citada vía, que realmente no sería ejecutada sino hasta más de veinte años después.
En 1929 ocurrió otro importante suceso: la llegada al poblado de la energía eléctrica. La empresa conocida como La Electricidad de Perijá C. A., (LEPCA), instaló una planta eléctrica de 9 caballos de fuerza. Funcionaba en la calle El Marqués. Entonces el pueblo perijanero comenzó a encender las primeras bombillas, que poco después fueron seguidas del sonar de los motores de las pequeñas empresas que comenzaban a florecer en la zona.
Eran luces de un progreso que nadie detendría y que se consolidó aún más a partir del 12 de octubre de 1944, cuando finalmente fue inaugurada la carretera de Perijá, durante el gobierno de Medina Angarita. La Villa creció vertiginosamente. Se construyeron nuevas viviendas, mientras que las tiendas comerciales comenzaron a abarrotar su centro y alrededores. Seguidamente fue construido el mercado principal, inaugurado en 1952, durante la presidencia municipal del bachiller Cástor Julio Socorro. La inauguración estuvo a cargo del Gobernador del Zulia de aquel entonces, el general Néstor Prato Chacón.
Era un espacio que contaba con 20 locales, edificado en un terreno donde pastaban caballos y burros. Al poco tiempo, los dueños de dichos establecimientos decidieron arrendarlos a terceras personas, porque las ventas eran muy pocas. Sin embargo, con el pasar de los años, este mercado creció y se convirtió en un sitio obligado dentro de la cotidianidad de propios y extraños.
A partir de la década de los sesenta, otros eventos registrados fueron la construcción del primer liceo, la fundación de la Asociación de Ganaderos y el funcionamiento de la primera institución bancaria de la localidad. Los servicios públicos mejoraron y con ellos la calidad de vida de los pobladores.
Sin embargo, el desarrollo socioeconómico más acelerado de esta rica parte de la geografía zuliana se registró durante las últimas tres décadas del siglo pasado. En ese transcurrir, los villeros impulsaron la productividad de sus tierras, la recuperación de sus casas, el aumento de sus propiedades y un acelerado auge de la actividad comercial e industrial. Sin lugar a dudas, ese fue el gran blasón que les permitió obtener, en 1989, su merecida autonomía municipal.

El 9 de mayo del 2022 y con motivo de la celebración de su tricentenario aniversario, la gobernación del Estado Zulia a través del decreto N°348 declaró a la Villa del Rosario como la capital del Estado Zulia por un día.

## Relieve

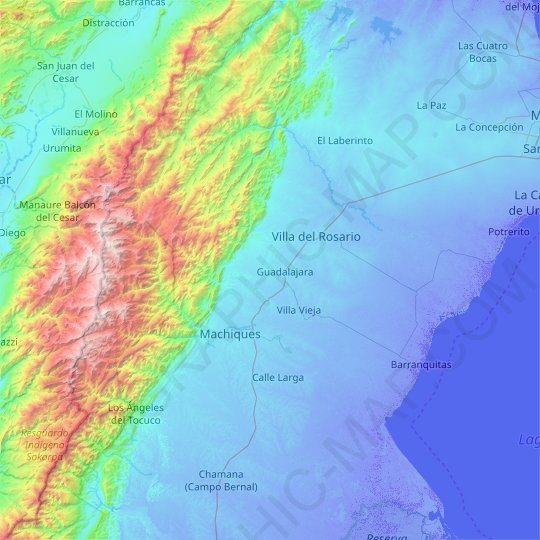
Geografía del Municipio

Varía de acuerdo con su altura. En la zona sur este presenta un relieve plano que luego va aumentando hasta llegar a un relieve de Montaña. Así encontramos en el primer sector un relieve plano de paisajes, predominantes aluvial y de Glacis. El segundo sector relieve occidental es de topografía quebrada y el tercer sector de relieve de montaña, conocida como la Serranía del Perijá. Se presentan substratos de relieve en este municipio, un macizo de Montaña y un predominio andino, encontrando el nacimiento del río palmar donde predominan los glacis coluviales del pleistoceno, que comprende las planicies de desborde de los ríos de San Juan, San Ignacio y Río Apón.

## Clima
Clima Subhúmedo, con variaciones de precipitación que se incrementan de este a oeste y de norte a sur y predominan lluvias de carácter orográfico. Las temperaturas oscilan entre los 26 °C Y 36 °C. La vegetación típica de los bosques altos y densos con elevado grado de intervención para el establecimiento de pastizales.

## Economía

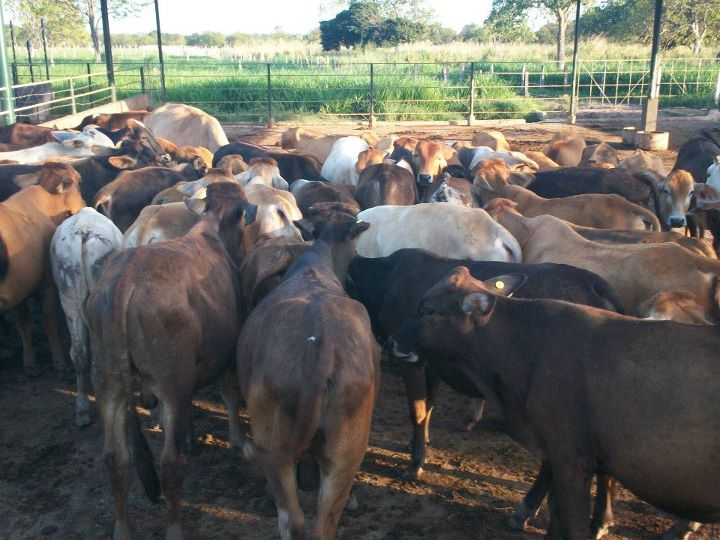
Ganado vacuno de Villa del Rosario.

La principal actividad es la ganadera, la cual es de significativa importancia para la economía regional. Existen numerosas y extensas haciendas de ganado, pero también fundos dedicados al cultivo de maíz, yuca, plátano, etc. En el municipio se localizan movimientos económicos de distinta naturaleza, como agrícola animal, vegetal forestal y pesquero, entre otras, que aun cuando son de poca dimensión, configuran lo que podríamos llamar su función productiva, siendo la ganadería la más importante. La explotación de la roca caliza para la fabricación de cemento (Cementos Catatumbo) es otra actividad muy importante del municipio.

## Vías de comunicación

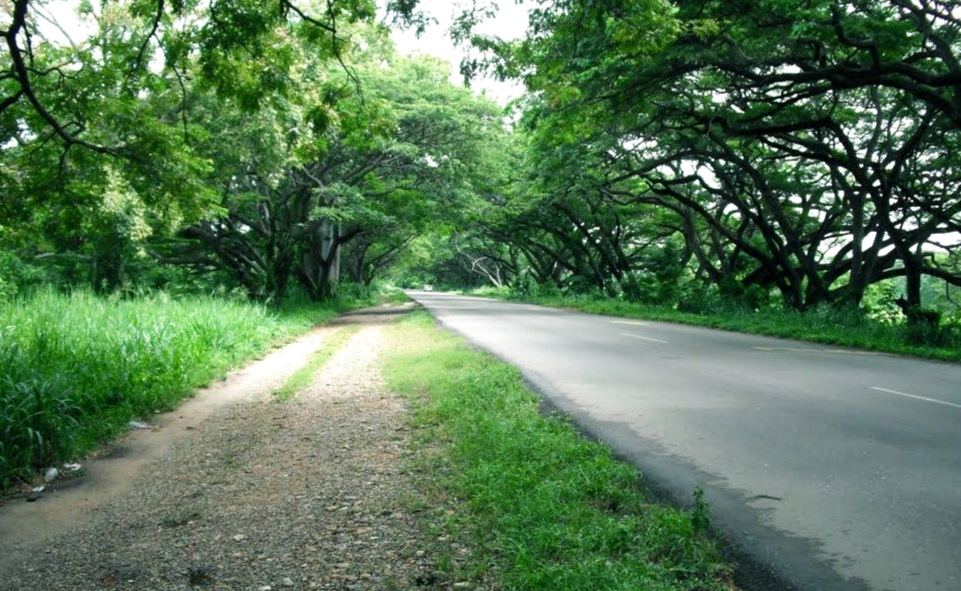
Tunel Vegetal en la Via Perija - Maracaibo

Presenta un eje vial principal: la carretera que conecta a Maracaibo con el estado Táchira, conocida como Machiques-Colón, a la cual se conecta a su vez una extensa red de vías que comunican a todo el municipio. Además, presenta carreteras pavimentadas de una y dos vías, carreteras engranzonadas y de tierra. Como consecuencia del auge económico de la zona se han ido creando nuevas vías de comunicación, entre ellas la carretera Los Chorros-Guadalajara. Por otra parte, La Villa del Rosario cuenta con dos aeropuertos de tipo particular, uno en La Villa del Rosario y otro en el área de Los Paredones y Maracaibo.

## Medios de comunicación
Radio:
- Luz de Vida 104.9 FM
- Unción de Gloria 93.3 FM
- Sol de Justicia 97.7 FM
- La 89.9 FM
- Admirable 94.5 FM
- Radio Perijá 540 AM

- Ganadera 88.1 FM
- Oye 90.9 FM
- Rosario 95.9 FM
- Voz Estéreo 88.9 FM
- Villana 103.3FM
- Plus Radio 92.9FM

Televisión:
- Teleplus Canal 32 UHF
- Televisión por cable (Airtek y Directv)
- Señal satelital (Movistar y Cantv)